# 엠브라에르 ERJ 145
엠브라에르 ERJ-145는 브라질의 엠브라에르에서 제작한 50인승 제트 여객기이다. 에어로 인디아에서 첫 비행을 하였다.

## 같이 보기
- 엠브라에르 R-99
- 야코블레프 Yak-40
- 엠브라에르 E-Jets